# Silver Lake (Los Angeles)
Silver Lake è un quartiere ad est di Hollywood tra i più importanti della città statunitense di Los Angeles, California. Quartiere molto diversificato dal punto di vista etnico, vista la coabitazione tra bianchi, neri, meticci e mulatti, può essere considerato il centro della scena alternative rock statunitense.
Abitato da circa 45.000 persone, secondo un sondaggio datato 2000, è anche sede di una delle più importanti comunità gay di tutti gli Stati Uniti d'America.